# Дудкино (Ростовская область)
Дудкино — хутор в Красносулинском районе Ростовской области.
Входит в состав Садковского сельского поселения.

## География
Хутор Дудкино расположен в северо-восточной части Ростовской области, в 82 км от города Красный Сулин.

## История
Возникновения хутора относится к 1726 году. По некоторым данным, основателем был пан Дудкин. Первыми жителями были калмыки, которые жили в кибитках в степи. В 1800 году началось заселение хутора выходцами с юга Украины.
В Области Войска Донского хутор входил в юрт станицы Кочетовской. На нём была Вознесенская церковь, не сохранилась.

## Население
| 2010 |
| ---- |
| 561  |

### Известные люди
- Полтавский, Иван Иванович — Герой Социалистического Труда.

## Достопримечательности

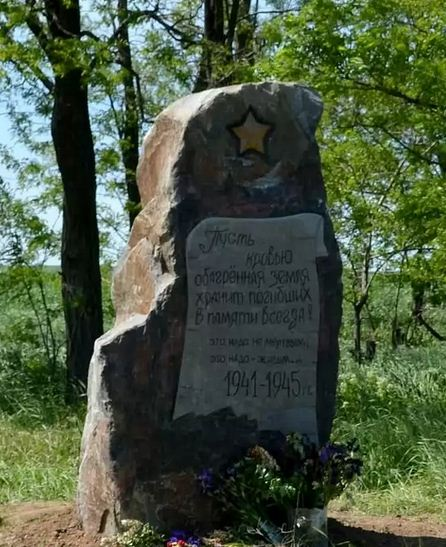
Памятный знак близ хутора Дудкино

20 мая 2015 года в хуторе Дудкино состоялось открытие монументального памятника на месте расстрела Марии Журбиной и двух красноармейцев.